# Lovesick Girls
「Lovesick Girls」は韓国のガールズグループBLACKPINKの曲で、デビュースタジオアルバム『THE ALBUM』に収録された。アルバムからの3枚目のシングルとして、2020年10月2日にYGエンターテインメントとインタースコープ・レコードを通じてリリースされた。これは EDM とパンクロックの影響を含むダンスポップとエレクトロポップの曲で、失恋に伴う痛みを探った歌詞が含まれる。

## 背景とリリース
9月22日、BLACKPINKのレーベルYGエンターテインメントは各メンバーのソーシャルメディアアカウントにさまざまなティーザービデオをアップロードした。曲のタイトルとリリース日は9月28日に発表され、後にこの曲がアルバムの「タイトル曲」になることが報じられた。9月29日、アルバムの公式トラックリストがTwitter経由で公開されました。日本では、この曲はBillboard Japan Hot 100で最高12位を記録しました。シングルの日本語版は2021年6月4日にインタースコープ・レコードとユニバーサル・ミュージックを通じてリリースされた。

## 収録曲
| #         | タイトル           | 作詞                                      | 作曲                                                                 | 編曲      | 時間 |
| --------- | ------------------ | ----------------------------------------- | -------------------------------------------------------------------- | --------- | ---- |
| 1.        | 「Lovesick Girls」 | TEDDY, Løren, ジス, ジェニー, Danny Chung | TEDDY, ジェニー, Brian Lee, Leah Haywood, R. Tee, デヴィッド・ゲッタ |           | 3:12 |
| 合計時間: | 合計時間:          | 合計時間:                                 | 合計時間:                                                            | 合計時間: | 3:12 |